# Volvo XC Coupé
La Volvo XC Coupé è una concept car della casa automobilistica svedese Volvo presentata al Salone dell'automobile di Detroit (NAIAS) nel gennaio del 2014.

## Il contesto
La XC Coupé è basata sulla nuova piattaforma denominata Scalable Product Architecture (SPA) che sarà la base dei futuri modelli Volvo; essa prefigura in particolare i modelli di grosse dimensioni come la Volvo XC90 e la Volvo S80.
L'abitacolo ha un'impostazione simile a quello della concept car Volvo Concept Coupe presentata nel 2013 al salone dell'automobile di Francoforte.
L'auto, disegnata dal centro stile Volvo guidato da Thomas Ingenlath, si è aggiudicata due premi del salone di Detroit, il Best Concept Vehicle ed il Best Use of Color, Graphics, and Materials.